# Cernik
Cernik (srbsky Церник, maďarsky Csernek) je vesnice a správní středisko stejnojmenné opčiny v Chorvatsku v Brodsko-posávské župě. Nachází se na úpatí pohoří Psunj, asi 2 km severně od Nové Gradišky a asi 57 km severozápadně od Slavonského Brodu. V roce 2011 žilo v Cerniku 1 607 obyvatel, v celé opčině pak 3 640 obyvatel. Cernik je de facto předměstím Nové Gradišky.
Součástí opčiny je celkem osm trvale obydlených vesnic. Nacházejí se zde i zaniklé vesnice Golobrdac, Opršinac a Sinlije, které jsou i nadále považovány za samostatná sídla.
- Baćin Dol – 381 obyvatel
- Banićevac – 223 obyvatel
- Cernik – 1 607 obyvatel
- Giletinci – 268 obyvatel
- Opatovac – 332 obyvatel
- Podvrško – 294 obyvatel
- Šagovina Cernička – 312 obyvatel
- Šumetlica – 223 obyvatel

Opčinou prochází státní silnice D51 a župní silnice Ž4126, Ž4140, Ž4141 a Ž4139. Protéká zde řeka Šumetlica, která je levostranným přítokem Sávy.